# Шапух Багратуни
Шапу́х Багратуни́, (арм. Շապուհ Բագրատունի; ум. около 912) — армянский историк IX века. Внук Ашота Багратуни Мсакера — брата армянского князя Шапуха. Согласно сообщениям историков Шапух Багратуни изложил свой труд по поручению сына армянского царя Ашота I Багратуни Давида. Труд охватывал описание исторических событии эпохи Багратидов и в частности Ашота I.

## Псевдо-Шапух Багратуни, или Анонимный повествователь

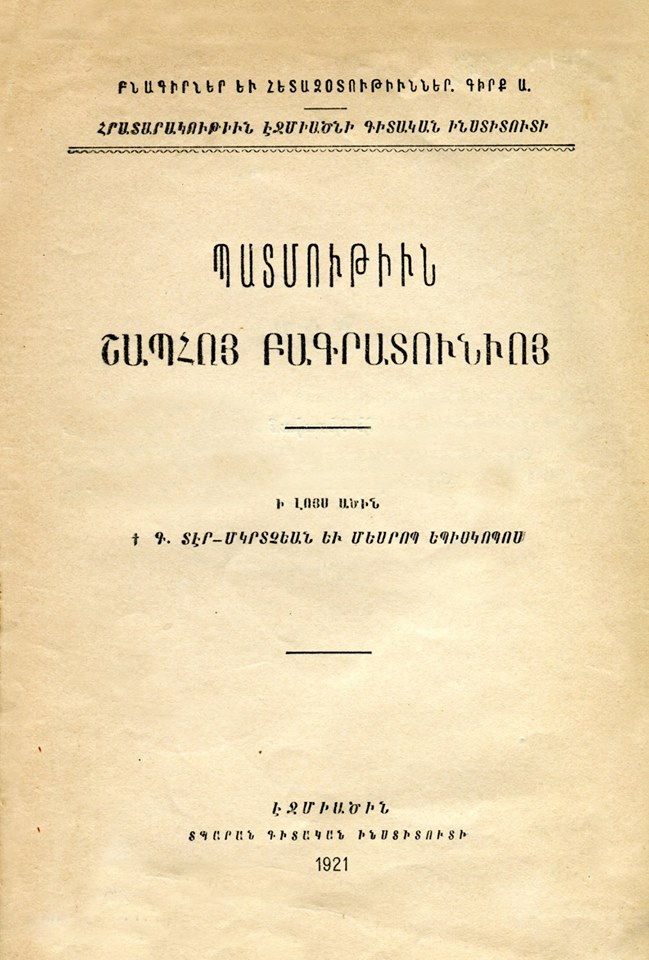
Титульный лист издания 1921 года

По мнению К. Туманова, был сыном царя Ашота I. История Шапуха не сохранилась. В 1921 году была издана история анонимного автора X века ошибочно приписанноe Шапуху Багратуни. Рукопись была обнаружена Г. Тер-Мктчяном и епископом Месропом в Эчмиадзине. Так называемый Псевдо-Шапух Багратуни жил в X веке, и описывает некоторые события эпохи арабского владычества и династии Багратидов. 
Научная ценность «Истории» увеличивается также тем, что в нем нашла своё отражение светская жизнь армянского общества того времени. Кроме собственно научного значения «История» является одним из примечательных памятников армянской средневековой художественной прозы. В труде  Анонимного повествователя отражен культурный, научный и социальный подъем эпохи. Все события в труде Анонимного повествователя концентрируются в основном вокруг двух исторических лиц — князя Васпуракана Дерэна Арцруни и царя Армении Смбата Багратуни.